# Navalosa
Navalosa – gmina w Hiszpanii, w prowincji Ávila, w Kastylii i León, o powierzchni 30 km². W 2011 roku gmina liczyła 354 mieszkańców.